# Alban Hoxha
Alban Bekim Hoxha (pronunție în albaneză [alban hɔdʒa]; n. 23 noiembrie 1987) este un fotbalist profesionist albanez care joacă pe postul de portar pentru clubul albanez Partizani Tirana și pentru echipa națională a Albaniei.

## Cariera pe echipe

### Dinamo Tirana
Hoxha a început să joace fotbal la vârsta de 6 ani și a fost crescut de echipa locală Turbina Cërrik înainte de a se alătura echipei de tineret a lui Dinamo Tirana în 2004. El a fost împrumutat înapoi la Turbina Cërrik pentru sezonul 2005-2006 în care a jucat în Prima divizie albaneză. S-a întors la Dinamo în sezonul următor și s-a antrenat la echipă alături de portarul Ilion Lika. El și-a făcut debutul pentru Dinamo la 10 martie 2007 într-un meci de acasă împotriva lui Elbasani. El a jucat în 11 meciuri de campionat din luna martie și până la sfârșitul sezonului, datorită faptului că Lika a fost accidentat.
În sezonul următor, el a devenit a doua opțiune de portar după Elvis Kotorri și după plecarea lui Ilion Lika, jucând în numai două meciuri de campionat, cu Dinamo devenind campioana Albaniei  pentru prima dată din 2002. În prima jumătate a sezonului 2008-2009, el a jucat un singur meci în campionat și în cupă înainte de a fi împrumutat la Apolonia Fier, în luna ianuarie, pentru restul sezonului. El a jucat în 8 meciuri în perioada în care a fost împrumutat la Apolonia Fier, neprimind gol în trei dintre ele, ajutându-și echipa să evit playofful pentru retrogradare cu un singur punct.
S-a întors în clubul său mamă Dinamo înainte de sezonul 2009-2010 și a jucat șase meciuri în campionat, câștigând al doilea titlu în Superliga cu Dinamo. În sezonul următor, el a concurat cu internaționalul albanez Isli Hidi pentru postul de titular în echipă și după plecarea lui Hidi la Olympiakos Nicosia în ianuarie 2011 a devenit prima alegere în poarta lui Dinamo. A jucat în 24 de meciuri, iar echipa sa a evitat retrogradarea după ce a învins-o pe Besëlidhja Lezhë în playofful de retrogradare.
În timp ce se afla sub contract cu Dinamo, a jucat pentru o scurtă perioadă de timp la Kosova Vushtrri în Superliga din Kosovo.

### Kastrioti Krujë
La 22 august 2011, Hoxha a semnat un contract pe un an cu Kastrioti Krujë din postura de jucător liber de contract. Acolo s-a luptat cu Argjent Halili pentru postul de titular, nereușind să se impună în fața lui, astfel că a jucat în numai 6 meciuri de campionat și a fost folosit în principal în Cupa Albaniei, unde a jucat de 10 ori. El a părăsit clubul la sfârșitul sezonului împreună cu Halili și s-a aflat în discuții cu Kukësi cu privire la un posibil transfer, însă transferul nu sa concretizat niciodată, deoarece nu s-a putut ajunge la un acord.

### Besa Kavajë
A ajuns la Besa Kavajë înaintea sezonului 2012-2013 și a devenit imediat titular în fața lui Ibrahim Bejte. De-a lungul sezonului, Hoxha a jucat în 23 de meciuri de campionat și 2 în cupă, ajutând-o pe Besa să ajungă pe locul 9, evitând locurile retrogradabile.

### Partizani Tirana
El a semnat cu nou promovata Partizani Tirana în vara anului 2013, și a primit numărul 1, fiind numit și căpitan pentru sezonul 2013-2014.
Hoxha a jucat 1.084 de minute fără să primească gol în sezonul 2014-2015 al Superligii albaneze și a doborât astfel un record stabilit de portarul lui KS Labinoti Elbasan, (în prezent KF Elbasani) Bujar Gogunja, care nu a primit gol timp de 1037 de minute. La sfârșitul anului 2014, Hoxha a fost numit cel mai bun fotbalist albanez al anului pentru performanțele sale avute pe tot parcursul sezonului.
În martie 2015, Hoxha a fost numit jucătorul lunii în campionatul Albaniei după ce a jucat 5 meciuri în care nu a primit niciun gol.
La 1 noiembrie 2015, în timpul meciului de campionat cu Teuta Durrës, Hoxha a suferit o accidentare la mandibulă după o confruntare cu colegul său de echipă, Gëzim Krasniqi, în minutul 76 al meciului, fiind scos de pe teren de o ambulanță.
La 20 iulie 2016, în returul celei de-a doua runde de calificare în Liga Campionilor de la Arena Groupama, Hoxha a fost protagonistul meciului. După ce în cele 90 și 120 de minute scorul a rămas egal, 1-1, meciul a fost decis în loviturile de departajare în care Hoxha a scor trei penaltyuri după ce el însuși a înscris cu o „Panenka”. A fost pentru prima dată când Partizani Tirana a s-a calificat în turul trei preliminar al Ligii Campionilor.
Hoxha a jucat în cel de-al o sutălea meci în Superliga Albaniei pentru Partizani Tirana pe 17 octombrie 2016 în victoria scor 4-0 cu Flamurtari Vlorë la Elbasan Arena.
La 9 august 2017, Hoxha a acceptat o nouă extindere a contractului cu clubul, semnând până în 2020. Hoxha a fost exclus din lot înaintea meciului din prima etapă a campionatului împotriva lui Laçi, în care a pierdut cu scorul de 0-2. După meci, antrenorul Mark Iuliano a declarat că Hoxha a încălcat regulile clubului. S-a raportat faptul că Hoxha a plecat din cantonamentul echipei fără permisiune. Directorul clubului, Luciano Moggi, a spus că Hoxha nu va mai juca până nu-și cere scuze echipei, dar Hoxha a refuzat și, în schimb, a renunțat la banderola de căpitan.
În iulie 2018, Hoxha a fost numit din nou căpitan după plecarea lui Idriz Batha. În ciuda faptului că clubul a terminat pe locul 5 în sezonul precedent, excluderea lui Skënderbeu Korçë din competițiile UEFA a dus la obținerea de către Partizani a unui loc în primul tur preliminar al UEFA Europa League în 2018-2019. Echipa sa s-a confruntat cu NK Maribor din Slovenia și a pierdut ambele meciuri cu 3-0 la general, ceea ce a dus la eliminarea din competiție. Hoxha și-a început sezonul în campionat jucând în meciul de deschidere din Superliga Albaniei 2018-2019, făcând un fault în careu în prelungirile partidei asupra lui Dejvi Bregu care a dus la pierderea meciului. Hoxha a apărat penaltiul pe care echipa s-a l-a făcut împotriva lui Kamza; lovitura de pedeapsă a fost acordată în minutul 45, la scorul de 0-0, însă Hoxha a reușit să pareze șutul lui Sebino Plaku cu Partizani reușind ulterior să înscrie și să câștige meciul cu 1-0 reușind să câștige primele trei puncte din acel sezon.

## Cariera la națională

### Tineret
Hoxha a fost chemat pentru prima dată la echipa sub 19 ani a Albaniei pentru campania de calificare la Campionatul European de juniori  din 2006, unde a jucat în toate cele trei meciuri din Grupa a 9-a.

### Seniori

#### Începutul
După încheierea calificărilor pentru Camprionatul Mondial din 2014, al doilea portar al echipei, Samir Ujkani, a decis să-și schimbe naționala și să joace pentru Kosovo. Albania căuta un portar care să fie a treia alegere după Etrit Berisha, titularul naționalei și Orges Shehi, care a devenit a doua opțiune după plecarea lui Ujkani.

#### Calificările pentru Campionatul European din 2016
Pentru meciul din calificările UEFA Euro 2016 împotriva Danemarcei și Serbiei din octombrie 2014, Hoxha a fost convocat pentru prima dată la națională de către antrenorul Albaniei, Gianni De Biasi, fiind a treia alegere de portar. A rămas ca rezervă neutilizată în ambele meciuri. Pentru meciurile amicale împotriva Franței și Italiei, în noiembrie 2014, Hodja a fost învoit deoarece a avut unele probleme de familie și a fost înlocuit cu portarul albanez din campionat  Stivi Frasheri de la KF Tirana.
La 16 noiembrie 2015, Hoxha și-a făcut debutul oficial pentru Albania, înlocuindu-l pe Berisha în timpul meciului amical cu Georgia, meci care sa încheiat cu o remiză de 2-2 pe stadionul Qemal Stafa.
La 21 mai 2016, Hoxha a fost numit în lotul lărgit al Albaniei de 27 de jucători pentru UEFA Euro 2016 și în lotul definitiv de 23 de jucători care a participat la Campionatul European pe 31 mai.
Hoxha nu a a jucat niciun minut din meciurile din Grupa A, cu Albania fiind eliminată după ce s-a clasat pe locul al treilea în urma gazdelor Franței împotriva cărora a pierdut cu 2-0 și Elveția, împotriva cărora au pierdut cu 1-0. A urmărit de pe banca Albaniei prima victorie a naționalei sale din istorie la un Campionat European după 1-0 cu România, cu un gol înscris Armando Sadiku. Albania a terminat grupa pe poziția a treia cu trei puncte și cu un golaveraj de -2 și s-a aflat pe ultimul loc dintre echipele clasate pe locul trei, ceea ce a dus la eliminarea naționalei sale.

#### Calificările pentru Campionatul Mondial din 2018
La 12 noiembrie 2016, în al patrulea meci din Calificările pentru Campionatul Mondial împotriva Israelului, Hoxha și-a făcut debutul în competiție intrând în minutul 57 și reușind să pareze un penalty executat de Eran Zahavi. Albania a fost învinsă cu 0-3 pe Elbasan Arena.

## Viața personală
Hoxha s-a căsătorit cu prietena lui Dorjana Haka. Au devenit părinți în noiembrie 2014, când Dorjana Haka a dat naștere unui băiat, dar ea a murit în timpul nașterii într-un spital din Tiranë din cauza neglijenței medicilor. Cu toate acestea, copilul a supraviețuit. În prezent se află într-o relație cu cântăreața albaneză Ciljeta.

## Statistici privind cariera

### Club
Până pe data de 25 august 2018 
| Club                       | Sezon         | Campionat            | Campionat | Campionat | Cupă    | Cupă   | Europa  | Europa | Altele  | Altele | Total   | Total  |
| Club                       | Sezon         | Divizie              | Meciuri   | Goluri    | Meciuri | Goluri | Meciuri | Goluri | Meciuri | Goluri | Meciuri | Goluri |
| -------------------------- | ------------- | -------------------- | --------- | --------- | ------- | ------ | ------- | ------ | ------- | ------ | ------- | ------ |
| Dinamo Tirana              | 2004–2005     | Superliga Albaniei   | 0         | 0         | 0       | 0      | —       | —      | —       | —      | 0       | 0      |
| Dinamo Tirana              | 2006–2007     | Superliga Albaniei   | 11        | 0         | 0       | 0      | —       | —      | —       | —      | 11      | 0      |
| Dinamo Tirana              | 2007–2008     | Superliga Albaniei   | 2         | 0         | 0       | 0      | —       | —      | —       | —      | 2       | 0      |
| Dinamo Tirana              | 2008–2009     | Superliga Albaniei   | 1         | 0         | 1       | 0      | 0       | 0      | 0       | 0      | 2       | 0      |
| Dinamo Tirana              | 2009–2010     | Superliga Albaniei   | 6         | 0         | 3       | 0      | 0       | 0      | —       | —      | 9       | 0      |
| Dinamo Tirana              | 2010–2011     | Superliga Albaniei   | 26        | 0         | 7       | 0      | 0       | 0      | 0       | 0      | 33      | 0      |
| Dinamo Tirana              | Total         | Total                | 46        | 0         | 11      | 0      | 0       | 0      | 0       | 0      | 57      | 0      |
| Turbina Cërrik (împrumut)  | 2005–2006     | A Doua Ligă Albaneză | 0         | 0         | 0       | 0      | —       | —      | —       | —      | 0       | 0      |
| Apolonia Fier (împrumut)   | 2008–2009     | Superliga Albaniei   | 8         | 0         | 0       | 0      | —       | —      | —       | —      | 8       | 0      |
| Kosova Vushtrri (împrumut) | 2009–2010     | Superliga Kosovoului | ?         | ?         | ?       | ?      | —       | —      | —       | —      | 0       | 0      |
| Kastrioti Krujë            | 2011–2012     | Superliga Albaniei   | 6         | 0         | 11      | 0      | —       | —      | —       | —      | 17      | 0      |
| Besa Kavajë                | 2012–2013     | Superliga Albaniei   | 23        | 0         | 2       | 0      | —       | —      | —       | —      | 25      | 0      |
| Partizani Tirana           | 2013–2014     | Superliga Albaniei   | 31        | 0         | 3       | 0      | —       | —      | —       | —      | 34      | 0      |
| Partizani Tirana           | 2014–2015     | Superliga Albaniei   | 30        | 0         | 1       | 0      | —       | —      | —       | —      | 31      | 0      |
| Partizani Tirana           | 2015–2016     | Superliga Albaniei   | 32        | 0         | 2       | 0      | 2       | 0      | —       | —      | 36      | 0      |
| Partizani Tirana           | 2016–2017     | Superliga Albaniei   | 34        | 0         | 1       | 0      | 7       | 0      | —       | —      | 42      | 0      |
| Partizani Tirana           | 2017–2018     | Superliga Albaniei   | 33        | 0         | 3       | 0      | 2       | 0      | —       | —      | 38      | 0      |
| Partizani Tirana           | 2018–2019     | Superliga Albaniei   | 22        | 0         | 0       | 0      | 2       | 0      | —       | —      | 4       | 0      |
| Partizani Tirana           | Total         | Total                | 189       | 0         | 10      | 0      | 13      | 0      | —       | —      | 185     | 0      |
| Total carieră              | Total carieră | Total carieră        | 245       | 0         | 34      | 0      | 13      | 0      | 0       | 0      | 286     | 0      |

1. 1 2 3  Toate meciurile în UEFA Europa League
2. ↑  Un meci în calificări și unul în play-offul UEFA Europa League, un meci în calificările pentru Liga Campionilor

### Meciuri la națională
Până pe data de 29 martie 2017 
| echipa națională | An    | Meciuri | Goluri |
| ---------------- | ----- | ------- | ------ |
| Albania          | 2014  | 0       | 0      |
| Albania          | 2015  | 1       | 0      |
| Albania          | 2016  | 1       | 0      |
| Albania          | 2017  | 1       | 0      |
| Albania          | 2018  | 0       | 0      |
| Total            | Total | 3       | 0      |

## Titluri

### Club
- Superliga Albaniei: 2007-2008, 2009-2010

### Individual
- Cel mai bun fotbalist albanez al anului: 2014 [13]
- Jucătorul lunii în campionatul albanez: martie 2015 [14]